# Євтушенко Юрій Гаврилович
Ю́рій Гаври́лович Євтуше́нко (*28 грудня 1938, Краснодар) — російський математик. Доктор фізико-математичних наук (1981). Професор (1985). Академік Російської академії наук (2006).

## Біографія
1962 року закінчив Московський фізико-технічний інститут (МФТІ), фах — аеродинаміка. У 1962–1965 роках був аспірантом цього інституту.
У 1965–1966 роках — старший інженер, у 1966–1967 роках — старший науковий співробітник Центрального аерогідродинамічного інституту імені професора Миколи Жуковського (ЦАГІ).
1967 року захистив у МФТІ кандидатську дисертацію з проблем газової динаміки, став кандидатом фізико-математичних наук.
Від 1967 року працює в Обчислювальному центрі АН СРСР (нині Обчислювальний центр імені Анатолія Дородніцина Російської академії наук): у 1967–1972 роках — молодший науковий співробітник, у 1973–1978 роках — старший науковий співробітник, у 1978–1981 роках — завідувач сектору в лабораторії дослідження операцій, у 1981–1989 роках — заступник директора, від 1989 року — директор Обчислювального центру.
Одночасно від 1992 року — головний редактор міжнародного журналу «Методи оптимізації та програмне забезпечення» («Optimization Methods and Software»).

## Наукова діяльність
Розробив єдиний підхід до систематизації та класифікації числових методів нелінійного програмування. Найбільшу відомість мають його дослідження з пошуку глобального екстремуму. Запропонований Євтушенком метод нерівномірного покриття успішно застосовується багатьма фахівцями.